# فزر لبناني
فزر لبناني (الاسم العلمي:Sideritis libanotica) هو نوع من النباتات يتبع جنس الفزر من الفصيلة الشفوية.